# 地球殊異假說

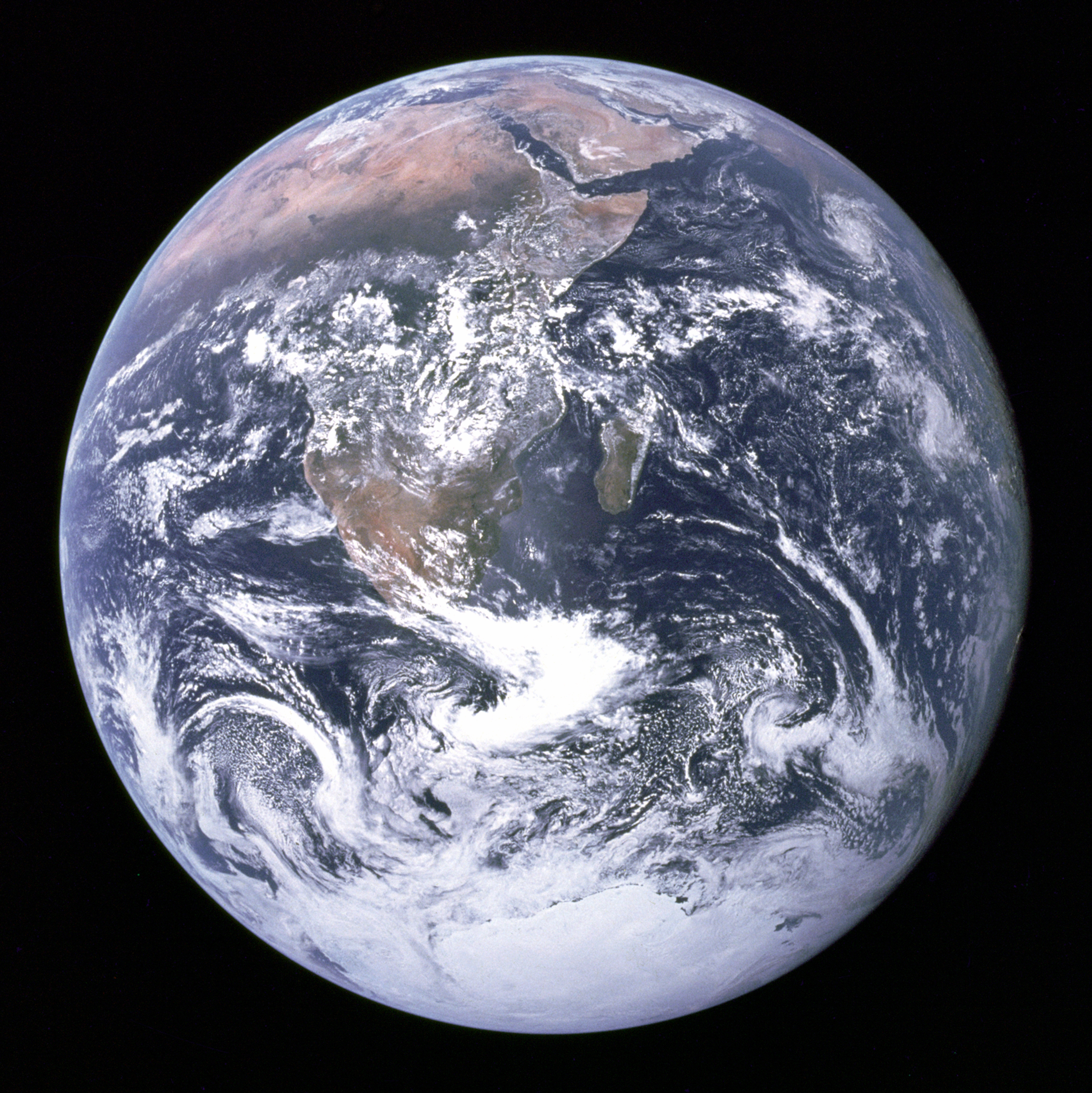
地球殊異假說的核心問題：像地球這樣能讓生命存活的星球，是宇宙中的稀有少數嗎？

在行星科學和天體生物學中，稀有地球假说或稱地球殊異假說認為地球上多細胞生物的形成需要不同尋常的天體物理及地質事件和環境的結合。「地球殊異」（Rare Earth）這一詞來自於一本由彼得·D·沃德和唐納德·E·布朗尼所著的《地球殊異：為何複雜生命在宇宙中並不普遍？》（Rare Earth: Why Complex Life Is Uncommon in the Universe，台灣譯名：“地球是孤獨的：從天文物理學、太空生物學、行星科學探索生命誕生之謎”，另譯“珍稀地球”）一書。
地球殊異假說是與卡爾·薩根及法蘭克·德雷克提出的平庸原理恰恰相反的概念。平庸原理認為地球只是位於普通的棒旋星系非異常區域内的一個普通的行星系統中的一顆普通的岩石行星，因此整個宇宙中充斥著複雜生命。瓦爾德等人卻指出像地球、太陽系和我們位於銀河系的區域這樣擁有適宜複雜生命生存的行星、行星系統和星系區域是非常稀少的。

## 為何複雜生命可能很稀少
地球殊異假說指出複雜生命的形成需要多種偶發條件的結合。這些條件包括了星系適居帶、擁用類似條件的行星系統、行星大小、擁有一顆巨大天然衛星（比如月球）的有利條件、行星擁有磁圈和相應的板塊運動、岩石圈、大氣圈以及海洋、巨大冰川及小行星撞擊等作用和影響。
相同的，以尺度和機率的角度與視野來觀察，地球屬於適居帶的行星，擁有且滿足一切生物物種維持生命、生存和演化的所有條件，然而事實上從地球歷史中的顯生宙開始至今，在這長達五億多年的歲月間和數百萬的生物物種中，只有一個物種成功的演化成為高等智慧生命——「人類」，而非多種多元的高等智慧生物並存於地球上，這顯示了在「相同條件」下，「高等智慧生命」並非如此的輕易出現和存在。同地球殊異假說一般，這或許能為費米悖論提供一個答案。

### 星系適居帶

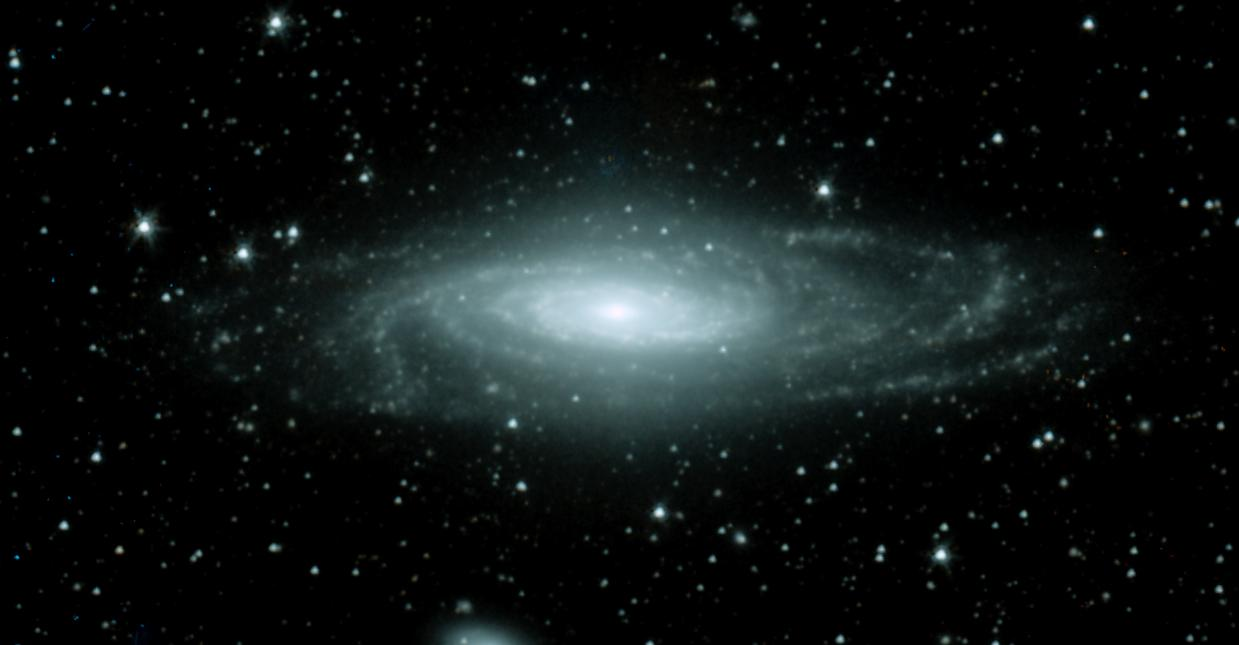
一顆處在缺乏金屬的區域或是接近銀心的高輻射區域的行星無法支持生命的存在。圖為NGC 7331，常被稱作是銀河系的姐妹星系。

地球殊異假說指出宇宙，包括我們銀河系的大部分區域不能支持地球類型的複雜生命，即瓦爾德等人所說的死亡帶（Dead Zones）。適居帶和到銀心的距離也具有很大的關聯。距離銀心的差異：
1. 恆星的金屬量很少，而金屬是形成類地行星所必需的。
2. 從銀心的黑洞放出的X射線和伽瑪射線的強度很強。這種射線對於複雜生命是有害的。
3. 恆星之間的密度越小，行星和微行星受附近恆星的重力干擾和其他影響的可能性也随之减小。因此某行星離銀心越遠，它受小行星撞擊的可能性也越小。

以上（1）排除了星系的外圍，（2）和（3）排除了星系的内部區域、球狀星團和螺旋星系的螺旋臂。這些螺旋臂不是客觀的物體，而是以恆星形成率高為特徵的區域，波浪式地在星系内緩緩移動。在其從星系中心移到它最遠的極端的過程中，支持生命的能力增強接著又减弱。
即使某個行星系統處在適宜複雜生命生存的地域，它必須維持在那相當長的時間以便複雜生命能夠進化。如果恆星的軌道成橢圓形，它將會通過星系的一些螺旋臂。但如果恆星的軌道成圓形，它的公轉速度和螺旋臂的旋轉速度相等，因此恆星只會緩慢進入螺旋臂區域。所以地球殊異假說的倡議者指出一顆能孕育生命的恆星必須要有一條近乎圓形的圍繞銀心運轉的軌道。
Lineweaver等人計算後得出銀河系適居帶的直徑為7到9千秒差距，只容納銀河系中不超過10%的恆星。根據對銀河系所有恆星數量的保守估計，這個數字大約是200到400億顆恆星。但是Gonzalez等人估計出的數字卻只有上述的一半；也就是銀河系中最多5%的恆星是位於適居帶。
太陽圍繞銀心運轉的軌道幾乎接近圓形。太陽的公轉週期是2.26億年，和銀河系的旋轉週期也非常相近。凯倫·瑪斯特斯（Karen Masters）計算得出每經過一億年的時光，太陽的公轉將使其通過銀河系的一條主要的螺旋臂。與之相反，地球殊異假說推測自從太陽形成之後，沒有通過任何銀河系的螺旋臂。但是部分研究顯示一些大滅絕事件和以往太陽通過銀河系的螺旋臂相符。

### 主恆星
形成地球類型的複雜生命需要液态水。行星的適居帶是以主恆星為中心的環型區域。如果行星距離主星太遠或太近，它的表面温度將不具有產生液态水的條件（雖然在多樣的距離内，產生如木衛二一般的地表下水分是有可能的）。卡斯廷（Kasting）等人估計太陽系的適居帶介於0.95至1.15個天文單位之間。
適居帶會隨著主星的類型和年齡而產生變化。適居帶和二氧化碳引起的温室效應密切相關，地球上二氧化碳的含量足以將地球表面的平均温度（從它原本的温度）提高30℃。
假定恆星在其適居帶内有一顆岩石行星，像天狼星或織女星等熱恆星的適居帶很遼闊，但存在兩個問題：
1. 一般認為岩石行星在靠近母星的區域内形成，可是它們很有可能因太靠近母星而位於適居區之外。這不排除在氣體行星的天然衛星上存在生命的可能性。
2. 熱恆星的生命短暫，它們會在僅10億年的時間内就變化為紅巨星，這麽短的時間對於高級生命的進化而言是不夠的。

這些想法排除了赫羅圖上F5或O類型等巨大、高能量的恆星孕育多細胞生命的可能性。

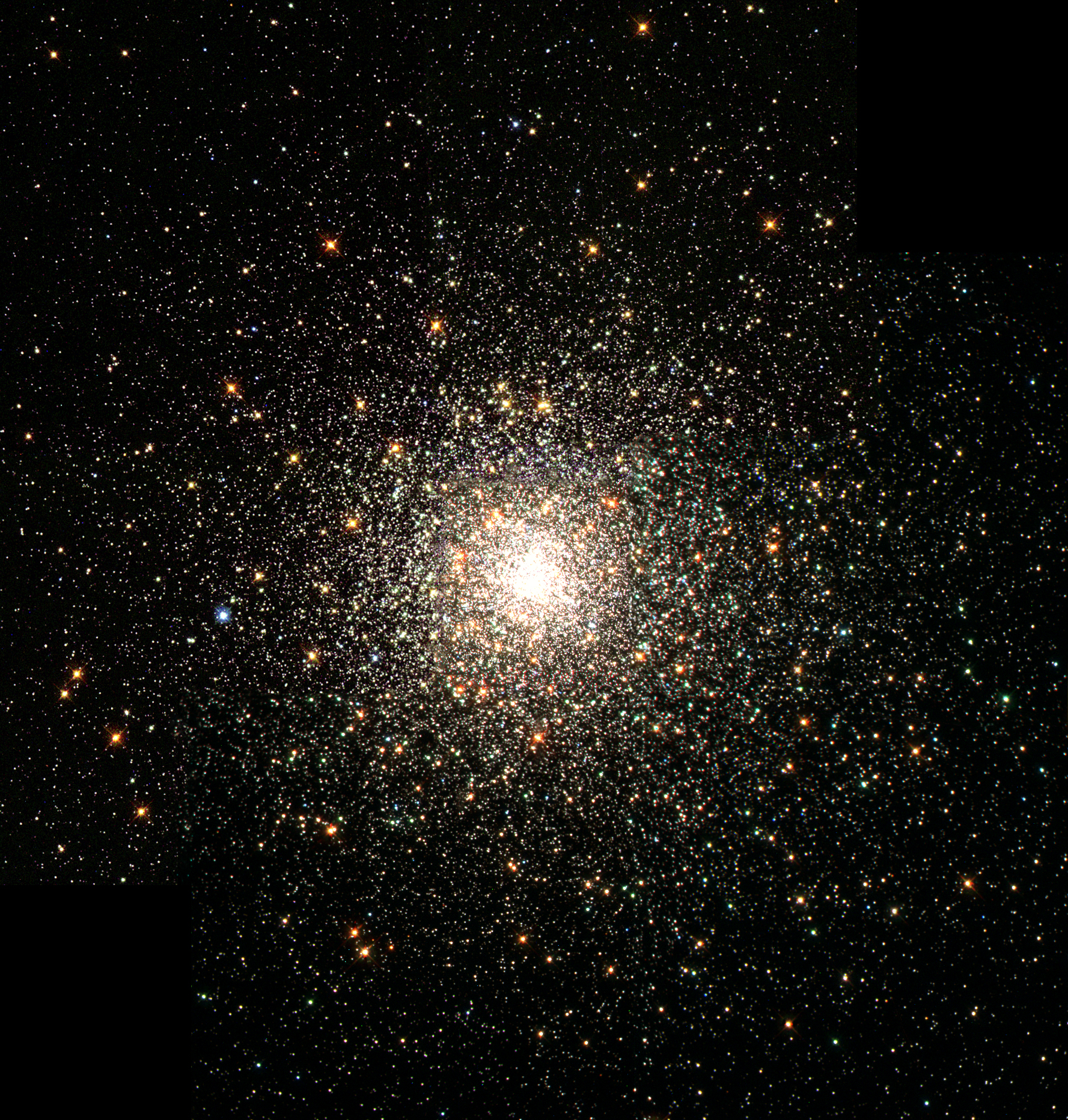
球狀星團不太可能支持生命。

另一方面，體積小的紅矮星擁有小半徑的適居帶。這造成其行星的一面總是對著主恆星，而另一面總是保持黑暗，這種情形被稱為潮汐鎖定。潮汐鎖定的結果是行星的一面異常炎熱而另一面異常寒冷。另外，位於小半徑的適居帶内的行星會受到主恆星耀斑的影響，使其大氣層被電離化，從而危害複雜生命的生存。地球殊異假說的倡議者排除了這樣的行星系統擁有生命的可能性。然而一些天體生物學者認為這些行星系統在少數情況下存在適居的可能。這是理論上的主要爭議點，因為這些K到M類型的恆星佔所有熱核反應恆星總數的82%。
地球殊異假說的倡議者認為恰到好處的主恆星的類型介乎F7到K1之間，這樣的恆星是不常見的。像太陽這樣G類型的恆星（介於溫度更高的F類型和溫度更低的K類型之間）只佔銀河系中熱核反應恆星總數的9%。
老齡的恆星，比如紅巨星和白矮星都不太可能支持生命。在球狀星團和橢圓星系内，紅巨星是很常見的。白矮星則是經過了紅巨星階段的瀕臨死亡的恆星。一顆恆星在變成紅巨星之後，它的直徑會大幅度增加。假設某行星在其母星尚處於中青年階段時位於適居帶，那麽當它的母星成為紅巨星之後，它將會被母星蒸發掉。
恆星在其生命週期中的能量釋放只應是非常緩慢地變化的。變星，比如造父變星，支持生命的可能性極小。如果主恆星的能量釋放突然减少，行星上的水會凍結。反之，如果主恆星的能量釋放大幅增加，行星上的海洋會蒸發，造成温室效應。
沒有複雜的化學成份就無法造就生命，而這些化學成份必須包含金屬，即氢、氦和鋰之外的其他元素。這意味著一個含有豐富金屬的行星系統是生命存在的必要條件。過去我們所知的能製造金屬並使其散之於宇宙中的機制是超新星的爆炸，2017年8月17日LIGO偵測到1.3億光年外GW170817中子星對撞重力波，後續觀察證實中子星對撞的千級新星能產生比鐵更重的重金屬原子。恆星中金屬的存在可以由吸收光譜來判定，研究發現許多甚至大部分的恆星都缺乏金屬。早期的宇宙、球狀星團、在宇宙初期形成的恆星、位於螺旋星系以外的其他星系中的恆星以及所有位於星系的外圍區域内的恆星均以低金屬量為特徵。因此人們相信金屬量充足、能支持複雜生命生存的主恆星普遍位於大螺旋星系的安靜的邊沿區域，那裡遠離了銀心的高輻射，這也是其支持生命的另一緣由。

### 行星系統
能孕育恆星的星雲同樣也能孕育出類似於木星和土星的低金屬氣體行星。但類木行星沒有複雜生命生存所需的固體表面（雖然它們的衛星可能具有固體表面）。瓦爾德和布朗尼認為支持複雜生命生存的行星系統應或多或少類似我們的太陽系，包括擁有固體表面的内行星和氣態的外行星。但最近的研究對這種看法表示質疑。

#### 木星的不確定因素

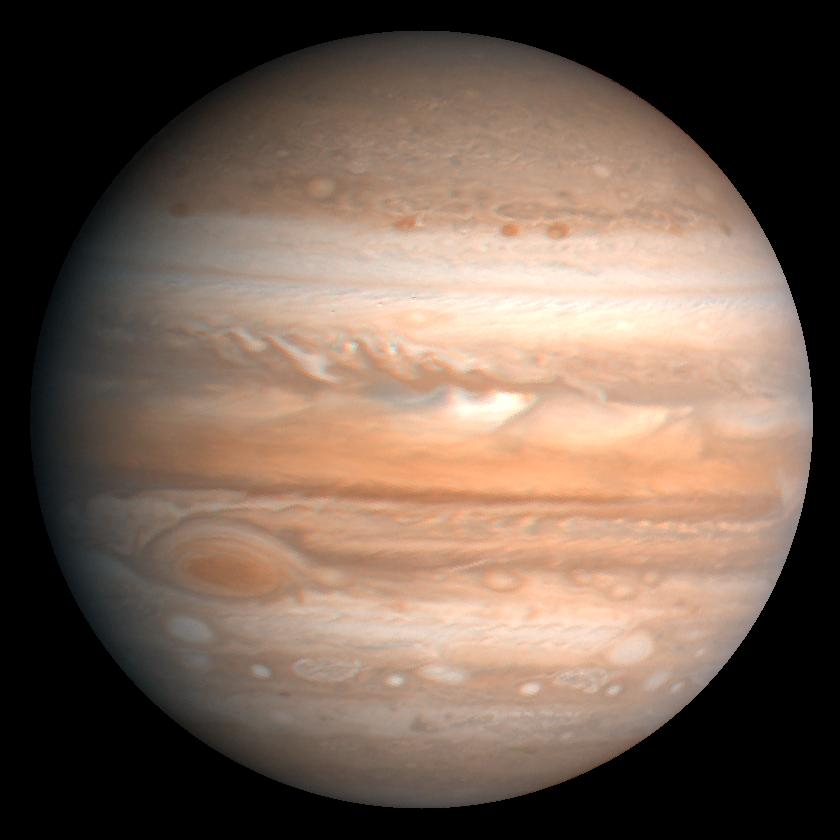
木星是太陽系中的第五顆同時也是最大的行星。

在瓦爾德和布朗尼成書的時候，對類木行星的看法是它們能夠使小行星遠離孕育生命的行星，使它們免遭小行星的撞擊。但是新近的電腦模擬顯示實際情況更為複雜。比起被木星阻止的小行星撞擊數量，它所引發的小行星撞擊次數更是三倍以上。如把木星換成土星大小的天體，則大約引發兩倍的小行星撞擊次數。

#### 公轉妨礙
氣體行星不能太靠近一顆孕育生命的天體，除非該天體是它的衛星，否則氣體行星會妨礙那顆天體的公轉。此外，气体行星数量越多、质量越大，造成的不确定性影响也会越大。
牛頓運動能造成行星公轉混亂，特别是在一個有高軌道離心率的巨大氣體行星的行星系統中。
出於穩定公轉的因素的考慮，擁有近距離圍繞母星公轉的巨大氣體行星（稱之為“熱木星”）的行星系統被排除適居的可能。人們相信在熱木星形成時它們距離母星比現在遠得多，但隨後遷移到當前的公轉軌道。在此過程中，它們可能已災難性地妨礙了所有位於適居帶内的行星的公轉軌道。

### 行星體積
一顆體積過小的行星不能維持足夠的大氣層及擁有大面積的海洋。它更傾向於擁有崎嶇的地表，比如高山和深谷。它們的地核會迅速冷卻。它們的板塊運動也無法像大的行星那樣維持長久或者完全沒有板塊運動。
根據亞利桑那大學的天文學家麥克爾·梅爾（Michael Meyer），像地球這樣的岩石行星在宇宙中可能是普遍的：
我們的觀測顯示在20%到60%的類似太陽的恆星中，有證據表明其岩石行星的形成過程和形成地球的過程無不相似之處，這是非常令人興奋的。
 — 麥克爾·梅爾
麥克爾所在的研究小組在新形成的類似太陽的恒星附近發現宇宙塵埃，他們把這看作是形成岩石行星的副產品。

### 巨大的天然衛星
在太陽系中，像月球這樣的天然衛星並不尋常，因為在地球以外的其他岩石行星之中有的沒有自己的衛星（比如水星和金星），而有的只擁有很小的天然衛星（比如火星）。
大碰撞說推測月球的形成是一顆具有火星大小的天體和早期的地球相撞的結果，該撞擊給予了地球轉軸傾角及自轉速度。快速的自轉减少了地球每日的氣溫變化率並使光合作用維持下去。地球殊異假說進一步指出轉軸傾角（相對於軌道平面）既不能過大也不能過小。一顆轉軸傾角過大的行星會遭遇極端的氣候季節性變化。反之，一顆轉軸傾角過小的行星則缺乏促進生命演化的季節性變化。就這一點上來說地球是“恰到好處”。巨大的天然衛星的重力作用還可以穩定行星的轉軸傾角。要是沒有這種作用，轉軸傾角的變化將是很混亂的，可能造成陸地上無法誕生複雜生命。
如果地球沒有月球這樣的天然衛星，僅靠太陽的重力作用，海洋的潮汐變化將很小。
行星的巨大天然衛星可以通過潮汐力對行星地殼的作用增加行星上板塊運動的可能性。另外在缺乏非均勻性地殼的情況下也可能不會產生引起板塊運動所需的大規模地幔對流。但是有來自火星的證據表明，即使沒有上述機制的作用，以前在火星上仍存在過板塊運動。
如果巨大天體的撞擊是行星獲得巨大天然衛星的唯一方式，那麽處在環繞恆星的適居帶内的行星就需要構成一個雙行星系統以便撞擊天體具備足夠大能造就巨大天然衛星的條件。像這樣的撞擊天體也未必能夠形成。

### 板塊運動
除非行星的化學構成使板塊運動成為可能，行星上不會發生任何的板塊活動。目前所知的板塊運動所需的持久熱能是來自行星内部深層的輻射。行星上的大陸也必是由漂浮在更稠密的玄武岩之上的花崗岩所構成。泰勒（Taylor）強調俯冲带（板塊運動的必要部份）需要豐富水源的潤滑作用。在地球上，俯冲帶只存在於海洋的底部。

#### 慣性交替事件
許多證據表明寒武紀大爆發時期大陸漂移非常頻繁。事實上，大陸能在不到1,500萬年的時間内從北極移到赤道或從赤道移到北極。Kirschvink等人提出了以下有爭議的見解：相對於自轉軸的大陸質量的分佈不均衡導致地球自轉軸90°變化。這種結果造成氣候和洋流在短期内發生劇烈變化並影響整個地球。他們把這稱之為“慣性交替事件”（Inertial Interchange Event），這種情形尚未被科學所證明，如果真發生了也是極不尋常。假如這樣的事件是比多孔動物門和珊瑚礁更複雜的生物發展所需要的，我們有了另一個為何複雜生物在宇宙中不多見的理由。

## 地球殊異公式
以下論述參考了Cramer。瓦爾德和布朗尼由德雷克公式引申出地球殊異公式。根據這一等式，在銀河系中擁有複雜生命的類似地球的行星的數量是：
{\displaystyle N=N^{*}\cdot n_{e}\cdot f_{g}\cdot f_{p}\cdot f_{pm}\cdot f_{i}\cdot f_{c}\cdot f_{l}\cdot f_{m}\cdot f_{j}\cdot f_{me}}
其中：
- N* 是銀河系中的恆星數量。這一數字並不好估計，因為估計銀河系的質量難度很大，更何況關於微小恆星的資料幾乎沒有。N* 至少是1千億，並可能高達5千億（如果銀河系中存在著很多能見度低的恆星）。
- {\displaystyle n_{e}} 是位於恆星的適居帶的行星的平均數量。在複雜生命進化所需的時間内，行星表面的平均溫度需適中（不能過高也不能過低），以便行星上的水分能始終維持在液體的狀態下。由於受到該條件的限制，適居區域是相當狹窄的。因此{\displaystyle n_{e}} = 1很可能是上限。

我們假設{\displaystyle N^{*}\cdot n_{e}=5\cdot 10^{11}}。根據地球殊異假說，另外九個地球殊異參數（均為分數）的乘積不會比10−10大，很可能實際值只有10−12。如果是後者的話，{\displaystyle N}的值可能只有0或1那麽小。瓦爾德和布朗尼並沒有真的計算{\displaystyle N}的值，因為以下的地球殊異參數的值大多只能被估量而已。
- {\displaystyle f_{g}} 是位於星系的適居帶的恆星的比重（瓦爾德和布朗尼等人估計此參數值為0.1[4]）。
- {\displaystyle f_{p}} 是銀河系中擁有行星的恆星的比重。
- {\displaystyle f_{pm}} 是擁有岩石的行星（非氣體行星）的比重。
- {\displaystyle f_{i}}是擁有微生物的適居行星的比重。
- {\displaystyle f_{c}}是擁有複雜生命的行星的比重。
- {\displaystyle f_{l}}是在行星的生命周期内存在複雜生命的比重。
- {\displaystyle f_{m}} 是擁有巨大衛星的適居行星的比重。
- {\displaystyle f_{j}} 是擁有巨大氣體行星的行星系統的比重。
- {\displaystyle f_{me}} 是只引發低數量滅絕事件的行星比重。

地球殊異公式和德雷克公式的不同之處在於它沒有將複雜生物進化為擁有技術的智能生物的因素考慮在内（值得一提的是瓦爾德和布朗尼也不是演化生物學家）。

## 假說的支持
下列書籍（按由易到難排列）擁護地球殊異假說的觀點：
- 研究太陽系的專家斯圖亞特·羅斯·泰勒（Stuart Ross Taylor）[22]在其所著的書中堅信地球殊異假說，不過那本書主要是介紹太陽系和它的形成，並非以論述假說的真實性為主。泰勒的結論是太陽系可能是極為不尋常的，因為它是許多偶發性因素和事件的結果。
- 物理學家斯蒂芬·偉伯（Stephen Webb）[2]在其書中主要對費米悖論的一些候選解決方案進行闡述及反駁。在書的末尾，地球殊異假說成為少數的幾個保留方案之一。
- 古生物學家西蒙·莫里斯（Simon Conway Morris）[23]認為進化過程是趨同演化的。書本的第五章專門講述了地球殊異假說。雖然莫里斯認同在銀河系之中地球很可能是支持複雜生命的唯一行星，但他認為複雜生命進化到智能生命卻是相當有可能的。
- 物理宇宙學家約翰·巴羅（John D. Barrow）和法蘭克·迪普勒（Frank J. Tipler）（1986. 3.2, 8.7, 9）[24]有力地為“人類很可能是銀河系乃至整個宇宙中唯一的智能生命”這一假說作辯護，但他們的書只是全面地研究了人擇原理以及物理規律是如何巧妙地促使自然界中出現複雜性的，並不以上述假說為重點。
- 電腦先驅雷蒙德·庫茨魏爾在《奇點迫近》一書中認為從技術奇異點的角度來分析，地球須是首顆進化出有感情並運用技術的生命的行星。雖然可能存在其他類似地球的行星，但地球一定是進化程度最高的。否則我們可以發現其他文明體驗過技術奇異點的證據。

## 批評
對地球殊異假說的批評來自以下不同方面。

### 太陽系外行星很普遍
截至2018年底，已知的太陽系外行星超過了3,800顆，而且新發現的行星數量還在不斷增加。美國卡内基科技大學的天文學家亞倫·博斯（Alan Boss）估計單銀河系中的岩石行星就可能有一千億之多。博思博士相信在這些行星之中有許多存在著簡單生命形態並且在銀河系中可能存在數以千計的文明。博思博士猜測類似太陽的恆星平均擁有一顆類似地球的行星。
愛丁堡大學的研究人員嘗試找出宇宙中究竟有多少智慧文明。研究指出智慧文明可能有數千個。
但是，迄今为止发现的所有系外行星中，只有1颗（Gliese 581 g）与地球类似，因此，类似地球的行星在系外行星中的数量只1/500左右，仍然是十分稀有的。而且，迄今为止发现的所有其他行星系统都与我们的太阳系大相径庭。

### 生物演化
地球殊異假說的核心是生物演化：微生物在宇宙中可能很常見但高級生命卻未必。西蒙·莫里斯（Simon Conway Morris）是到今為止唯一一位談到地球殊異假說的演化生物學家。地球殊異假說認為複雜生命只能在類似地球的行星或行星合適的衛星上演化。包括傑克·科恩（Jack Cohen）在内的部分生物學家相信這種假設帶有局限性而且是不可想象的，他們把假說視為是一種循環論證。根據天文學家大衛·達林（David Darling）的觀點，地球殊異假說既不是假說也不是推測，它只是闡述了地球上的生命是如何發展的。

## 外部連結
- （英文）"星系適居帶（页面存档备份，存于）" 天體生物學雜誌，2001年5月18日